# Johann Georg Goldammer
Johann Georg Goldammer (* 23. August 1949 in Marburg) ist Leiter des Global Fire Monitoring Center (GFMC) und der Arbeitsgruppe Feuerökologie am Max-Planck-Institut für Chemie (Mainz, Deutschland) und der Universität Freiburg (Deutschland).

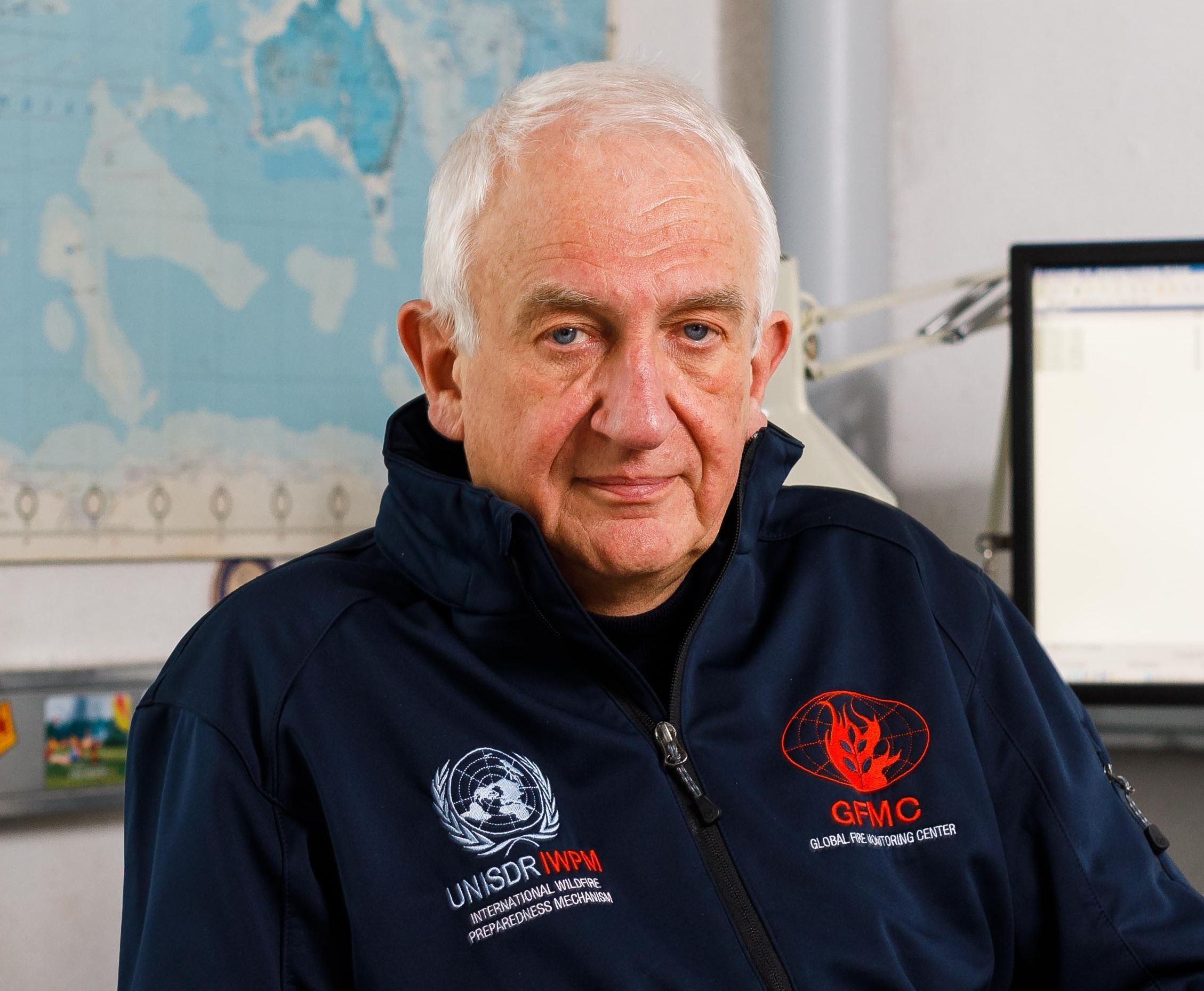
Goldammer (2017)

## Leben
Goldammer wuchs er in Marburg und Amöneburg auf und machte 1968 sein Abitur am Gymnasium Philippinum in Marburg.
Er ist verheiratet und hat eine Tochter.

## Militärischer Werdegang
1968 trat Goldammer der Bundeswehr bei. 1969 wurde er zur Deutschen Marine versetzt und übernahm zuletzt Aufgaben als Offizier auf Minensuch- und Minenjagdbooten. Nach Beendigung seines aktiven Dienstes im Jahr 1972 diente er in der Marinereserve. Er wurde 1993 zum Fregattenkapitän befördert und diente der NATO-Partnerschaft für den Frieden (1997) und als ehrenamtlicher Richter am Militärgericht der Bundeswehr (2008). 1985 wurde ihm das Silberne Ehrenkreuz der Bundeswehr verliehen.

## Akademischer Werdegang
Von 1972 bis 1977 studierte Goldammer Forstwissenschaften an der Universität Freiburg. Seine Diplomarbeit Feuerökologie basierte auf Forschungsarbeiten in den USA (Tall Timbers Research Station) in den Jahren 1974/75. Von 1977 bis 1979 arbeitete er im Hessischen Staatsforstdienst und wurde 1979 zum Assessor des Forstdienstes ernannt. Nach seiner Rückkehr an die Universität Freiburg gründete er 1979 die Arbeitsgruppe Feuerökologie. 1983 erhielt er den Doktorgrad der Universität Freiburg für seine Forschungsarbeit Sicherung des südbrasilianischen Kiefernanbau durch kontrolliertes Brennen, anschließend Habilitation und Ernennung zum außerplanmäßigen Professor für Feuerökologie (2001). 1990 ging die Arbeitsgruppe Feuerökologie an das Max-Planck-Institut für Chemie (Mainz) über, verblieb aber räumlich am Flughafen-Campus der Universität Freiburg. Mit Hilfe der Förderung der Eva Mayr-Stihl Stiftung wurde 2024 an der Universität Freiburg als Nachfolge von Goldammer eine planmäßige Professur Feuerökologie eingerichtet.

## Wissenschaftliche und anwendungsorientierte Forschung
Goldammer initiierte 1977 in Europa die ersten Experimente und wissenschaftlichen Veröffentlichungen zum Einsatz kontrollierter Brände zur Verringerung der Waldbrandgefahr, gefolgt vom Einsatz kontrollierter Brände zur Erhaltung und Wiederherstellung natürlicher und kultureller, von Feuer abhängiger oder anderweitig angepasster Ökosysteme und Landschaften im eurasischen Raum. Er initiierte, leitete oder unterstützte nationale und internationale Forschungskampagnen, insbesondere im Rahmen des Biomass Burning Experiment (BIBEX): Auswirkungen von Feuer auf die Atmosphäre und Biosphäre – eine zentrale Forschungskampagne des von Meinrat O. Andreae initiierten Projekts International Global Atmospheric Chemistry (IGAC) des International Geosphere-Biosphere Programme (IGBP) unter der Schirmherrschaft des Max-Planck-Instituts für Chemie. BIBEX umfasste unter anderem die Southern Africa Fire-Atmosphere Research Initiative (SAFARI), bei der er zusammen mit Andreae als Co-Koordinator fungierte (1991–1996). Seit 1991 ist er Koordinator der Fire Research Campaign Asia-North (FIRESCAN), die das auf 200 Jahre (1993–2192) ausgelegte Bor Forest Island Fire Experiment umfasst. Gemeinsam mit dem Nobelpreisträger Paul J. Crutzen veranstaltete er 1992 die Dahlem-Konferenz Fire in the Environment: The Ecological, Atmospheric, and Climatic Importance of Vegetation Fires. Der gleichnamigen Buchveröffentlichung folgte 20 Jahre später das an die Vereinten Nationen und internationale Organisationen gerichtete Weißbuch Vegetation Fires and Global Change. Challenges for Concerted International Action. A White Paper directed to the United Nations and International Organizations. Goldammer ist Mitautor des Millennium Ecosystem Assessment, für das UN-Generalsekretär Kofi Anan 2005 mit dem Zayed International Prize for the Environment ausgezeichnet wurde, und hat zum Zweiten Sachstandsbericht des IPCC zum Klimawandel, Kapitel 1: Auswirkungen des Klimawandels auf die Wälder, beigetragen (1995), ein Bericht des IPCC, der 2007 mit dem Friedensnobelpreis ausgezeichnet wurde.

## Wissenschaft an der Schnittstelle zur Politik (Science-Policy Interface)
Im Auftrag des Gemeinsamen UNECE/FAO/ILO-Ausschusses für Forsttechnologie, -management und -ausbildung veröffentlichte Goldammer 1989 die erste internationale thematische Fachzeitschrift International Forest Fire News (IFFN) und war bis 2015 als deren Herausgeber tätig. Zwischen 1993 und 2014 war er Leiter des UNECE/FAO/ILO Team of Specialists on Firest Fire, das die UNECE-Mitgliedsstaaten bei der Entwicklung nationaler Politiken und der Förderung der grenzübergreifenden Zusammenarbeit im Feuer-Management unterstützte. 1998 gründete Goldammer das Global Fire Monitoring Center (GFMC) am Max-Planck-Institut für Chemie und der Universität Freiburg. Die Gründung des GFMC wurde vom Auswärtigen Amt als Beitrag zur Internationalen Dekade zur Verringerung von Naturkatastrophen (IDNDR) der Vereinten Nationen finanziert. Seit Anfang der 1980er Jahre arbeitet Goldammer mit der Familie der Vereinten Nationen, multilateralen und zwischenstaatlichen Organisationen sowie direkt mit mehr als 70 Ländern zusammen, um wissenschaftlich-technische und politische Beratung für die Entwicklung von Kapazitäten und Richtlinien im Feuer-Management zu unterstützen. Als ehemaliger Leiter der Arbeitsgruppe Wildland Fire der UNISDR Inter-Agency Task Force for Disaster Reduction gründete Goldammer das Global Wildland Fire Network und acht Regional Fire Monitoring / Fire Management Resource Centers auf allen Kontinenten. Als Mitglied der UNDRR Science and Technology Partnership koordiniert Goldammer die UNISDR Wildland Fire Advisory Group (WFAG) und eine freiwillige Selbstverpflichtung zur Umsetzung des Sendai-Rahmenwerks für Katastrophenvorsorge 2015–2030. Auf regionaler europäischer Ebene fungiert das GMFC als spezialisiertes euromediterranes Zentrum des Europarats im Rahmen des European Major Hazard Agreements (EUR-OPA) und unterstützt die Agenda Wildfire Disaster Risk Reduction und Klimawandel der Organisation für Sicherheit und Zusammenarbeit in Europa (OSZE). GFMC ist Partner der Partnerschaft für Umwelt und Katastrophenvorsorge (PEDRR). 2018 ernannte der griechische Premierminister Alexis Tsipras Goldammer zum Vorsitzenden des Ausschusses für Perspektiven des Managements von Landschaftsbränden in Griechenland. Seit 1977 hat Goldammer zahlreiche nationale, regionale und internationale Konferenzen und Konsultationen einberufen und mitorganisiert.

## Brandschutz und Notfallreaktion bei Waldbränden
Auf der Grundlage seiner wissenschaftlich-technischen Beratungsunterstützung bei der Bekämpfung von Bränden in Indonesien seit 1985 und seinem Einsatz bei der Waldbrandnotlage in Äthiopien im Jahr 2000 hat er das internationale Waldbrandkrisenmanagement unterstützt. Im Jahr 2001 unterzeichnete er eine Vereinbarung mit dem Umweltprogramm der Vereinten Nationen (UNEP) / Amt der Vereinten Nationen für die Koordinierung humanitärer Angelegenheiten (UN-OCHA), UNEP/OCHA Joint Environment Unit, Emergency Services Branch / Environmental Emergencies Services (EEC) und bietet beratende Unterstützung bei der Vorbereitung auf und Reaktion auf Waldbrandnotfälle. Ab 2006 entwickelten Goldammer und sein Team die EuroFire Kompetenzstandards und Schulungsmaterialien für das Brandmanagement, die bis 2024 in 22 Sprachen verfügbar sein werden. Im Kontext des gemeindebasierten Brandmanagements haben Goldammer und sein Team Richtlinien zum Schutz von Dörfern, Höfen und anderen ländlichen Gebieten vor Waldbränden entwickelt. Goldammer und GFMC fungieren als Sekretariat der International Fire Aviation Working Group (IFAWG) und des International Wildfire Preparedness Mechanism. Goldammer wurde für internationale Brandbekämpfungs- und Brandmanagementmissionen in radioaktiv und mit nicht explodierter Munition (UXO) verseuchtem Gelände in der Ukraine und im Westbalkan eingesetzt und – im Auftrag des UN-Sicherheitsrats, der OSZE und der Genfer Gespräche – in Konflikt- und Postkonfliktregionen des Südkaukasus, darunter Bergkarabach, Südossetien und Abchasien.

## Bibliographie
Ausgewählte begutachtete Zeitschriftenbeiträge und verfasste/herausgegebene Bücher (Auszug aus der gesamten Liste der Veröffentlichungen)
- J. G. Goldammer: Einsatz vom Kontrollierten Feuer im Forstschutz. Ein Vorversuch im Forstamt Breisach. Mit einer Einführung in die Grundlagen und Zielsetzungen des kontrollierten Brennens. In: Allg. Forst- und Jagdzeitung. Band 150, Nr. 2, 1979, S. 41–44 (gfmc.online).
- J. G. Goldammer: Rural land-use and fires in the tropics. In: Agroforestry Systems. Band 6, 1988, S. 235–252. (link.springer.com).
- J. G. Goldammer, B. Seibert: Natural rain forest fires in Eastern Borneo during the Pleistocene and Holocene. In: The Science of Nature. Band 76, 1989, S. 518–520. (link.springer.com).
- J. G. Goldammer (Hrsg.): Fire in the tropical biota. Ecosystem processes and global challenges. (= Ecological Studies. Band 84). Springer-Verlag, Berlin/Heidelberg/New York 1990, ISBN 3-540-52115-1. (link.springer.com)
- J. G. Goldammer, M. J. Jenkins (Hrsg.): Fire in ecosystem dynamics. Mediterranean and northern perspectives. SPB Academic Publishing, The Hague 1990. (semanticscholar.org)
- J. G. Goldammer (Hrsg.): Tropical forests in transition: Ecology of natural and anthropogenic disturbance processes. Birkhäuser-Verlag, Basel/Boston 1992, ISBN 3-7643-2601-8. (link.springer.com)
- P. J. Crutzen, J. G. Goldammer (Hrsg.): Fire in the environment: The ecological, atmospheric, and climatic importance of vegetation fires. Dahlem Workshop Reports. (= Environmental Sciences Research Report. Band 13). John Wiley & Sons, Chichester 1993, ISBN 0-471-93604-9.
- J. G. Goldammer: Feuer in Waldökosystemen der Tropen und Subtropen. Birkhäuser-Verlag, Basel/Boston 1993, ISBN 3-7643-2813-4. (deutsche-digitale-bibliothek.de)
- Intergovernmental Panel on Climate Change (IPCC) (Hrsg.) 1995. IPCC Second Assessment. Climate Change 1995. A Report of the Intergovernmental Panel on Climate Change. Chapter 1: Climate change impacts on forests (J. G. Goldammer, contributing author). WMO / UNEP, 63 S.
- J. G. Goldammer, V. V. Furyaev (Hrsg.): Fire in ecosystems of boreal Eurasia. Kluwer Academic Publ., Dordrecht 1996, ISBN 0-7923-4137-6. (link.springer.com).
- J. S. Clark, H. Cachier, J. G. Goldammer, B. J. Stocks (Hrsg.): Sediment records of biomass burning and global change. Springer-Verlag, Berlin/Heidelberg/New York 1997, ISBN 3-540-62434-1. (link.springer.com).
- J. G. Goldammer: Forests on fire. In: Science. Band 284, 1999, S. 1782–1783. (science.org).
- F. Ahern, J. G. Goldammer, C. Justice (Hrsg.): Global and regional vegetation fire monitoring from space: Planning a coordinated international effort. SPB Academic Publishing, The Hague 2001, ISBN 90-5103-140-8. (books.google.com).
- J. G. Goldammer, C. de Ronde (Hrsg.): Wildland Fire Management Handbook for Sub-Sahara Africa. 2004, ISBN 1-919833-65-X.
- J. G. Goldammer (Hrsg.): Prescribed Burning in Russia and Neighbouring Temperate-Boreal Eurasia. Global Fire Monitoring Center (GFMC), 2013, ISBN 978-3-941300-71-2.
- J. G. Goldammer (Hrsg.): Vegetation Fires and Global Change. Challenges for Concerted International Action. A White Paper directed to the United Nations and International Organizations. 2013, ISBN 978-3-941300-78-1.
- C. De Ronde, J. G. Goldammer.: Wildfire Investigation. Guidelines for Practitioners. Global Fire Monitoring Center (GFMC). Kessel Publishing House, 2015, ISBN 978-3-941300-99-6. (pure.mpg.de).
- J. G. Goldammer: Thirty Years International Wildland Fire Conferences: Review and Achievements of a Circumglobal Journey from Boston to Campo Grande. In: Biodiversidade Brasileira. Band 11, Nr. 2, 2021, S. 6–52. doi:10.37002/biobrasil.v10i3.1743 (gfmc.online).
- N. Pasiecznik, J. G. Goldammer (Hrsg.): Towards fire-smart landscapes. (= Tropical Forest Issues. Band 61). Tropenbos International, Ede 2022. doi:10.55515/DVRK2501. (tropenbos.org).
- J. G. Goldammer, J. Karns (Hrsg.): Carl Alwin Schenck. Memoiren 1868 bis 1887. 2019, ISBN 978-3-945941-56-0.

## Ehrungen und Auszeichnungen
(Quelle: Global Fire Monitoring Center)
- United Nations Sasakawa Award for Disaster Reduction (2001)
- Goldene Staatsmedaille des Landes Baden-Württemberg (Deutschland) für „Verdienste um den ländlichen Raum, die Land- und Forstwirtschaft“ (2001)
- Medaille der russischen Regierung für „Erhaltung und Vermehrung der Waldressourcen Russlands“ (1999)
- Gedenkmedaillen der Föderalen Forstagentur, Ministerium für Landwirtschaft, Regierung der Russischen Föderation, für Verdienste beim Schutz der Wälder der Russischen Föderation (2009) und des Zentrums für Luftgestützten Waldbrandschutz Awialessoochrana (2006, 2016, 2021)
- Ehrendoktorwürde, Mongolische Staatsuniversität für Landwirtschaft (2007)[6]
- Auszeichnung El Batefuego de Oro (The Golden Fire Swatter), Kategorie International, Spanien (2008)
- Ehrendoktorwürde, Nationale Universität für Lebens- und Umweltwissenschaften der Ukraine (2013)
- Ehrenurkunde, Ministerium für Umwelt, grüne Entwicklung und Tourismus der Mongolei (2015) der Nationalen Katastrophenschutzbehörde der Mongolei (NEMA), Klasse III, für Katastrophenvorsorge (2015)
- Professor Niklas Goldmedaille, Bundesministerium für Ernährung und Landwirtschaft, Deutschland (2020)[7]
- Bintang Jasa Utama (Star of Service), Präsident der Republik Indonesien (2021)
- Ehrendoktorwürde, Aristoteles-Universität Thessaloniki, Griechenland (2022)[8]
- Verdienstkreuz des Verdienstordens der Bundesrepublik Deutschland (2024)[9]